# Ricardo Talesnik
Ricardo Talesnik (*Buenos Aires, Argentina, 25 de diciembre de 1935) es un premiado dramaturgo, autor y director argentino.

## Biografía
En 1945 actuó en dos películas: La pródiga y Cuando en el cielo pasen lista. 
Saltó a la fama con la obra La fiaca (La pereza) de la que también se hizo una versión cinematográfica con Norman Briski. La pieza se estrenó en 1969 en Madrid dirigida e interpretada por Fernando Fernán Gómez.
Su pieza Los japoneses no esperan estrenada en 1973 en el Teatro Regina de Buenos Aires dirigida por David Stivel con Bárbara Mujica, Soledad Silveyra y Víctor Laplace fue luego estrenada en Madrid, Caracas 
En 1978 se hizo una versión cinematográfica en México dirigida por Rogelio A. González protagonizada por Julio Alemán y Jacqueline Andere. Talesnik actuó en el filme Cuando en el cielo pasen lista (1945) dirigido por Carlos Borcosque.
Estuvo casado con la actriz uruguaya Henny Trayles con quien escribió el espectáculo Traylesnik en 1974.
Tiene dos hijas de su segunda esposa y su actual pareja.
Publicó su biografía como "Autobiografía NO autorizada de Ricardo Talesnik".

## Obras
- La fiaca (1967)
- La guita (1970)
- La venganza de Beto Sánchez (1973)
- Los japoneses no esperan (1973)
- Yo también tengo fiaca (1978)
- Gran valor (1980) (guionista)
- El telo y la tele (1985)
- Cien veces no debo (1990)
- Dios los cría (1991)
- Nikmato Shel Itzik Finkelstein (1993)
- El Rafa (1997) Serie de TV
- Verano eterno (1998) Serie de TV
- Señoras sin señores (1998) Serie de TV
- ¡Que vivan los muertos! (1998)
- Poné a Francella (2001) Serie de TV

## Premios
- La fiaca: Premio ARGENTORES (Sociedad General de Autores de la Argentina), Mejor comedia teatral.
- Cien Veces No Debo: Premio ARGENTORES, Mejor comedia cinematográfica
- Los japoneses no esperan: Premio ARGENTORES, Mejor comedia teatral.
- Las Venganzas de Beto Sánchez: Premio de la Asociación de Cronistas Cinematográficos de la Argentina, Mejor película de comedia.
- La Guita:Premio ARGENTORES, Mejor comedia cinematográfica.
- El Avión Negro: Nominada Premio Casa de las Américas
- Yo también tengo fiaca: Premio ARGENTORES, Mejor comedia cinematográfica.
- Mi Cuñado: Programa varias veces premiado o nominado con el Premio_Martín_Fierro en los rubros "Mejor telecomedia", "Mejor actor de comedia" y "Mejor libro" entre 1994 a 1998.
- Gran Premio de Honor ARGENTORES 2002, Teatro.